# Keyesport
Keyesport est un village des comtés de Bond et Clinton dans l'Illinois, aux États-Unis,. Le village est nommé en référence à Thomas Keyes, employé postal. Il est incorporé en 1887.

## Démographie
Lors du recensement de 2010, le village comptait une population de 421 habitants. Elle est estimée, en 2016, à 399 habitants.

## Source de la traduction
- (en) Cet article est partiellement ou en totalité issu de l’article de Wikipédia en anglais intitulé « Keyesport, Illinois » (voir la liste des auteurs).